# Holzkreis
Der Holzkreis war ein Territorium im nördlichen Teil des historischen Erzstifts Magdeburg. Der Kreis wurde mit dem Erzstift 1680 Bestandteil des brandenburg-preußischen Herzogtums Magdeburg, ging zusammen mit diesem 1701 in das Königreich Preußen über und bestand bis 1806.
| Oebisfelde |

| Calbe |

| Egeln |

| Groß Salze |

| Schönebeck |

| Frohse |

| Hadmersleben |

| Aken |

| Wanzleben |

| Sudenburg |

| Neustadt |

| Seehausen |

| Neuhaldensleben |

| Wolmirstedt |

| Staßfurt |

| Magdeburg |

Der Holzkreis hatte 1784 ohne die Städte und ohne das Militär 75.741 Einwohner. Seit 1716 war er in drei Distrikte mit jeweils eigenem Landrat eingeteilt, nämlich in
- den 1. Distrikt (1784: 31.089 Einwohner) mit
  - den sechs Immediatstädten Aken, Calbe, Egeln, Groß Salze (im heutigen Stadtteil Bad Salzelmen von Schönebeck), Magdeburg (entspricht etwa dem heutigen Stadtteil Altstadt) und Staßfurt,
  - den fünf Mediatstädten Frohse (heute Stadtteil von Schönebeck), Hadmersleben, Schönebeck, Sudenburg (heute Stadtteil von Magdeburg) und Wanzleben,
  - den elf königlichen Ämtern Aken, Athensleben, Brumby (heute Stadtteil von Staßfurt), Calbe, Egeln, Gottesgnaden, Möllenvogtei in Magdeburg, Rosenburg, Schönebeck, Staßfurt und Wanzleben sowie
  - 95 große und kleine Dörfer und Ortschaften;

- den 2. Distrikt (1784: 24.090 Einwohner) mit
  - den zwei Mediatstädten Neustadt (jetzt Stadtteil von Magdeburg) und Seehausen,
  - den fünf königlichen Ämtern Ampfurth, Dreileben, Schermcke, Sommerschenburg und Ummendorf sowie
  - 71 Dörfer und andere Ortschaften; und

- den 3. Distrikt (1784: 20.562 Einwohner) mit
  - den zwei Immediatstädten Neuhaldensleben und Oebisfelde,
  - der Mediatstadt Wolmirstedt,
  - den drei königlichen Ämtern Alvensleben (heute Teil von Bebertal), Hillersleben und Wolmirstedt sowie
  - 85 geistlichen, adeligen, Amts- und anderen Ortschaften.

Napoleon Bonaparte ordnete 1806 das Gebiet westlich der Elbe dem Königreich Westphalen seines Bruders Jérôme zu, wobei der Holzkreis aufgelöst wurde. Nach dem Wiener Kongress 1815 wurde das Gebiet wieder preußisch, jedoch nun den Landkreisen Calbe a./S., Wanzleben, Haldensleben und Wolmirstedt zugeordnet. Die Exklave um Oebisfelde kam mit dem westlichen Teil der Altmark zum Landkreis Gardelegen.